# Велио, Владимир Иванович
Барон Владимир Иванович Велио (1877—1961) — полковник лейб-гвардии Конной артиллерии, герой Первой мировой войны, участник Белого движения.

## Биография
Православный. Из потомственных дворян. Сын действительного тайного советника Ивана Осиповича Велио и жены его Марии Максимовны Рейтерн.
По окончании Пажеского корпуса в 1896 году выпущен был подпоручиком в 1-ю конно-артиллерийскую батарею, а 28 января 1898 года переведен в Гвардейскую конно-артиллерийскую бригаду и зачислен во 2-ю батарею.
Чины: поручик (1900), штабс-капитан (1906), капитан (1909), полковник (1911).
В 1902 году окончил Офицерскую кавалерийскую школу «успешно». С началом Русско-японской войны, 20 марта 1904 года был переведен в 3-ю Забайкальскую казачью батарею с переименованием в подъесаулы, состоял старшим офицером названной батареи. Был контужен, за боевые отличия награжден несколькими орденами, в том числе орденом Св. Анны 4-й степени с надписью «за храбрость».
25 января 1906 года переведен обратно в Гвардейскую конно-артиллерийскую бригаду, с переименованием в штабс-капитаны со старшинством с 12 августа 1904. С 1 февраля 1908 года был старшим офицером 2-й батареи и дважды временно командовал ею в том же году. Произведен в капитаны 9 апреля 1909 года. В 1910 году окончил Офицерскую артиллерийскую школу «успешно». С 22 марта по 15 сентября 1911 года временно командовал 6-й Донской казачьей батареей. 27 сентября 1911 года назначен командующим 5-й батареей Гвардейской конно-артиллерийской бригады, а 6 декабря того же года произведен в полковники на вакансию, с утверждением в должности.
В Первую мировую войну вступил в должности командира 5-й батареи лейб-гвардии Конной артиллерии. Участвовал в походе в Восточную Пруссию. Пожалован Георгиевским оружием
За то, что 24-го ноября 1914 года в бою у д. Гомолин, находясь в течение всего дня под сильным ружейным огнем противника, вел удачный бой с двумя батареями противника и в то же время оказывал могучую помощь спешенным лейб-гусарам в отражении атаки пехотных частей противника, стремившихся пробиться к Петрокову. Благодаря отважным действиям полковника Велио, лейб-гусары удержали свою позицию до подхода пехоты.
3 июля 1915 года назначен командиром 1-го дивизиона лейб-гвардии Конной артиллерии, а 17 декабря 1916 года — командующим 2-й Финляндской стрелковой артиллерийской бригадой. С 8 июня 1917 года — временно командующий лейб-гвардии Конной артиллерией, в каковой должности числился до января 1918 года. Приказом армии и флоту от 23 августа 1917 года установлено старшинство в чине полковника с 6 декабря 1908. С введением выборного начала в армии вернулся в Петроград. В 1918 году выехал в Финляндию после ареста своего бывшего начальника по Гвардейскому корпусу генерала Е. К. Арсеньева.
В Гражданскую войну генерал-майор барон Велио участвовал в Белом движении. Летом 1919 года он прибыл в Нарву вместе с генералом Арсеньевым на формирование Северо-Западной армии. 10 июля 1919 года был зачислен в СЗА и назначен начальником штаба 2-го стрелкового корпуса, который провел успешную операцию на Псковском направлении и в первых числах октября 1919 года занял Струги Белые. При переформировании СЗА 25 октября 1919 года был зачислен в резерв чинов при Главнокомандующем, а 7 ноября 1919 переведен в распоряжение штаба генерал-губернатора и командующего войсками на театре военных действий генерала П. В. Глазенапа.
После ликвидации Северо-Западной армии в 1920 году выехал в Германию, а затем в Бельгию. Стал одним из инициаторов сооружения Храма-памятника св. Иова Многострадального в Брюсселе, с 1929 года состоял членом комитета по сооружению храма. В 1954 году переехал в США. Состоял членом Союза пажей и Объединения офицеров Императорской кавалерии и конной артиллерии.
Скончался в 1961 году в Нью-Йорке. Похоронен на кладбище Новодивеевского монастыря.

## Награды
- Орден Святого Станислава 3-й ст. (ВП 6.12.1902)
- Орден Святой Анны 4-й ст. с надписью «за храбрость» (ВП 18.11.1904)
- Орден Святого Станислава 2-й ст. (1904)
- Орден Святой Анны 3-й ст. с мечами и бантом (ВП 22.09.1905)
- Орден Святой Анны 2-й ст. (1905)
- Орден Святого Владимира 4-й ст. (ВП 6.12.1910)
- мечи и бант к ордену Св. Владимира 4-й ст. (ВП 27.10.1914)
- Орден Святого Владимира 3-й ст. с мечами (ВП 03.06.1915)
- Георгиевское оружие (ВП 04.07.1915)